# Комбронд
Комбронд (фр. Combronde) насеље је и општина у централној Француској у региону Оверња, у департману Пиј де Дом која припада префектури Риом.
По подацима из 2011. године у општини је живело 2052 становника, а густина насељености је износила 114,0 становника/km². Општина се простире на површини од 18 km². Налази се на средњој надморској висини од 392 метара (максималној 701 m, а минималној 356 m).

## Демографија
| 1962. | 1968. | 1975. | 1982. | 1990. | 1999. | 2011. |
| ----- | ----- | ----- | ----- | ----- | ----- | ----- |
| 1.548 | 1.950 | 1.949 | 1.975 | 1.843 | 1.868 | 2.052 |

График промене броја становника у току последњих година